# Campet, Mexiko
Campet är en ort i Mexiko.   Den ligger i kommunen Ocosingo och delstaten Chiapas, i den sydöstra delen av landet, 800 km öster om huvudstaden Mexico City. Campet ligger 908 meter över havet och antalet invånare är 318.
Terrängen runt Campet är huvudsakligen kuperad, men åt nordväst är den bergig. Runt Campet är det ganska glesbefolkat, med 38 invånare per kvadratkilometer. Närmaste större samhälle är Ocosingo, 10,1 km norr om Campet. I omgivningarna runt Campet växer i huvudsak städsegrön lövskog.